# Catedral de Nuestra Señora del Perpetuo Socorro (El Vigía)
La Catedral Nuestra Señora del Perpetuo Socorro o simplemente  Catedral de El Vigía es un templo católico ubicado en El Vigía, estado Mérida, Venezuela. Se encuentra en la avenida Bolívar con avenida 15, frente a la plaza Bolívar de El Vigía.

## Historia
El 14 de abril de 1957 el arzobispo de Mérida, Acacio Chacón, colocó la primera piedra. El 21 de mayo de ese mismo año se inició su construcción. El trazado fue realizado por José Ignacio Olivares, presbítero de El Vigía. El 12 de marzo de 1959 se fundó la parroquia de la Virgen del Perpetuo Socorro. En 1994 se erigió la Diócesis de El Vigía-San Carlos del Zulia.

## Arquitectura
El templo es de concreto, decorado en el exterior con granito. El campanario posee tabletas de ladrillo. La catedral tiene una entrada grande y dos entradas pequeñas en la fachada. Hay también dos accesos laterales. Las naves están separadas por 36 columnas. Cuenta con 30 vitrales y 48 ventanas pequeñas.